# Bitlis (település)
Bitlis város Törökország délkeleti részén, a Van-tótól délnyugatra. Bitlis tartomány székhelye, az azonos nevű körzet központja. Lakossága 44 923 fő volt 2000-ben, többségük kurd nemzetiségű. A körzet népessége 2008-ban 60 996 fő volt, a városé 41 404 fő.

## Földrajzi fekvése
1400 méter tengerszint feletti magasságban, a Bitlis folyó mellett fekszik.

## Története

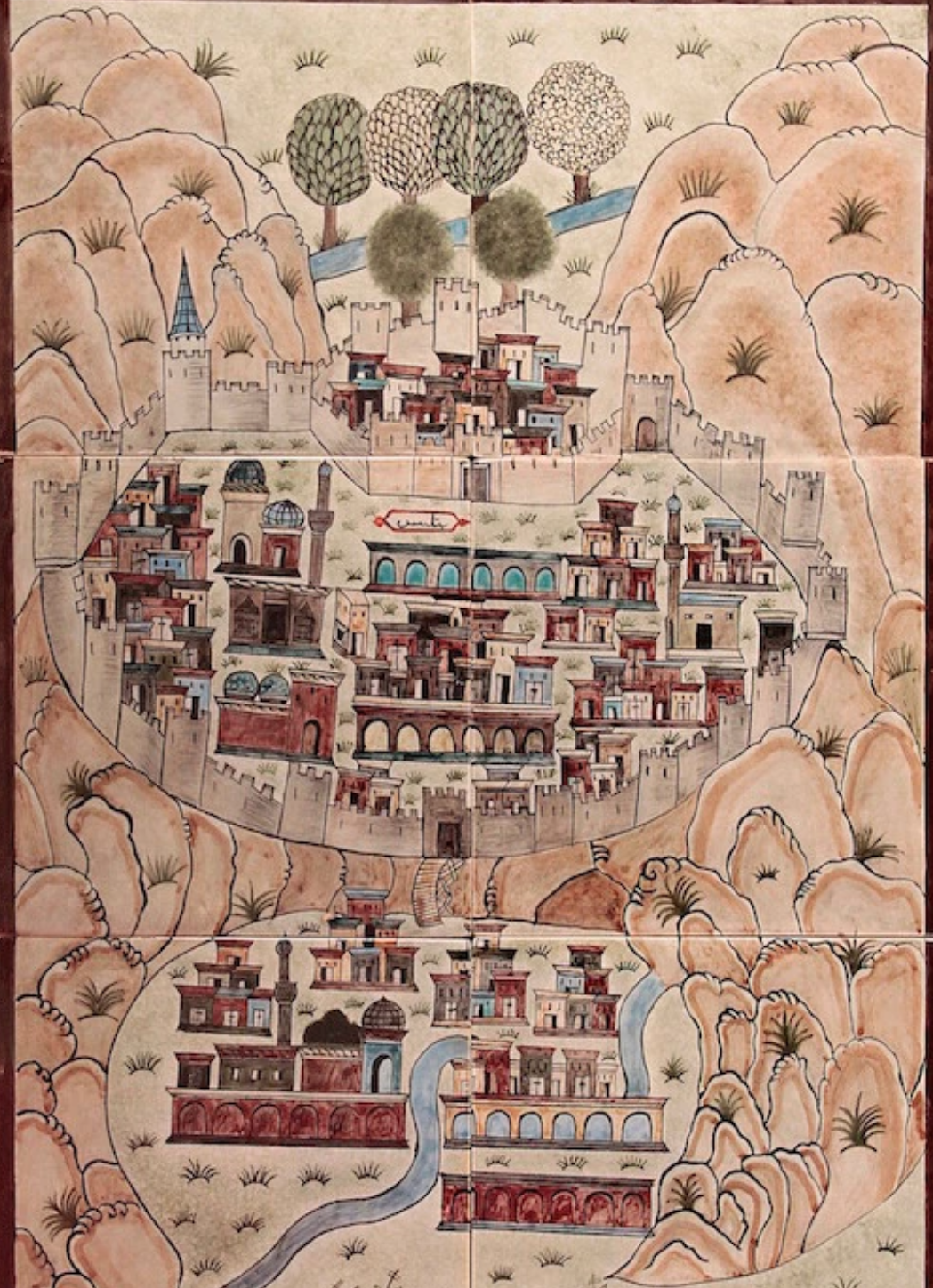
Bitlis egy 1654-es térképen

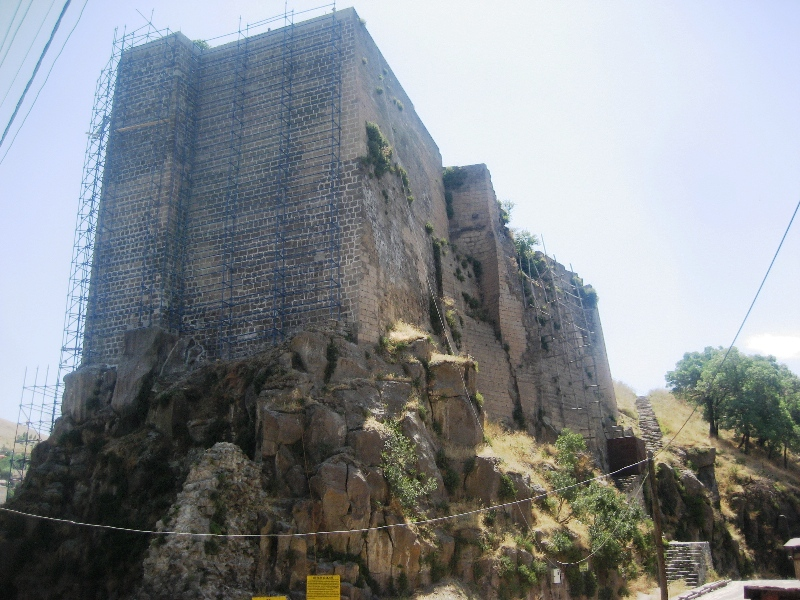

Bitlis nevét az örmény források Bages néven említették.
Alapításáról és nevének eredetéről a perzsa nyelven író Sharaf Khan Bidlisi történészként ismert író és költő 1597-ben írt Şerefhan történeti könyvében maradt fenn egy legenda: 
macedóniai Nagy Sándor az ázsiai hadjáratra vonuló sikeres hadvezér az i. e. IV. században a Van-tó nyugati végéhez érkezve seregeivel egy domboldalon táborozott, miközben lenyűgözte a táj szépsége, és elsősorban egy itteni különleges hegy látványa. Ekkor elrendelte egyik parancsnokának Badlisz-nak, hogy e helyen alapítson várost, és építsen egy várat. A vár olyan legyen, hogy azt semmilyen erő ne tudja bevenni. Nagy Sándor hamarosan továbbvonult, Badlisz pedig nekilátott a parancs végrehajtásának, majd a vár elkészültekor üzenetet küldött a hadjáraton levő nagyvezérnek, hogy jöjjön és tekintse meg az új erődítményt. A visszatérő Nagy Sándort azonban zárt kapuk fogadták és a falakon belülről az az üzenet, hogy vegye be a várat ostrommal, ha tudja. Az féktelen haragra gerjedt, s parancsot adott a támadásra. Az ostrom azonban eredménytelen maradt. Múltak a napok, a támadók ereje fogyott, ekkor Nagy Sándor parancsot adott az ostrom beszüntetésére. Ekkor azonban váratlan esemény történt; kinyíltak a nagy bronzkapuk, s fényes páncélban kilovagolt Badlisz, a sikeres védő. Megálva uralkodója előtt, aki szigorúan kérdőre vonta a történtek miatt. Mire Badlisz válaszolt: Azt a parancsot kaptam, hogy egy olyan várat építsek, amelyet semmilyen erő nem képes bevenni, a parancsot tehát maradéktalanul teljesítettem, íme még a legnagyobb, legerősebb hadvezér Nagy Sándor sem tudta bevenni azt. A talpraesett válasz után Nagy Sándor jutalmul az új várost is róla nevezte el: így lett Badlisz, majd Bitlis formára változott az idők során.
A város fő látnivalója ma is ez a vár, illetve a későbbi ostromok után fennmaradt maradványai. Az egykori 30 méter magas és 4-6 méter vastagságú vár falai a város közepén, a piactér feletti dombtetőn emelkednek. Bástyáiból mára csak 2 látható. A fennmaradt keleti oldali bástyát a törökök "karanlikcKule" (sötétség tornya) néven emlegetik, ezt egy időben kivégzőhelynek használták: az elitélteket a tetejéről dobták le a mélybe. Három emelet magasságú vasból készült bejárati kapuja déli irányba néz.
I. Omár kalifa uralkodása idején (634–644) a muszlim arabok szerezték meg a várost, majd gyakran cserélt gazdát az arabok, bizánciak, perzsák és az örmények között. 
A 14. században a kurd dinasztia uralma szilárdult meg a városban. Az Oszmán Birodalom idején a kurdok széles körű autonómiával rendelkeztek, ez 1847-ben szűnt meg. 
A 19. század végén és az első világháború idején több örmény lázadás is volt a városban és a tartományban, melynek következtében a város lakossága lecsökkent. 1916-ban az Erzurumi csata során az oroszok elfoglalták a várost.

## A város műemlékei

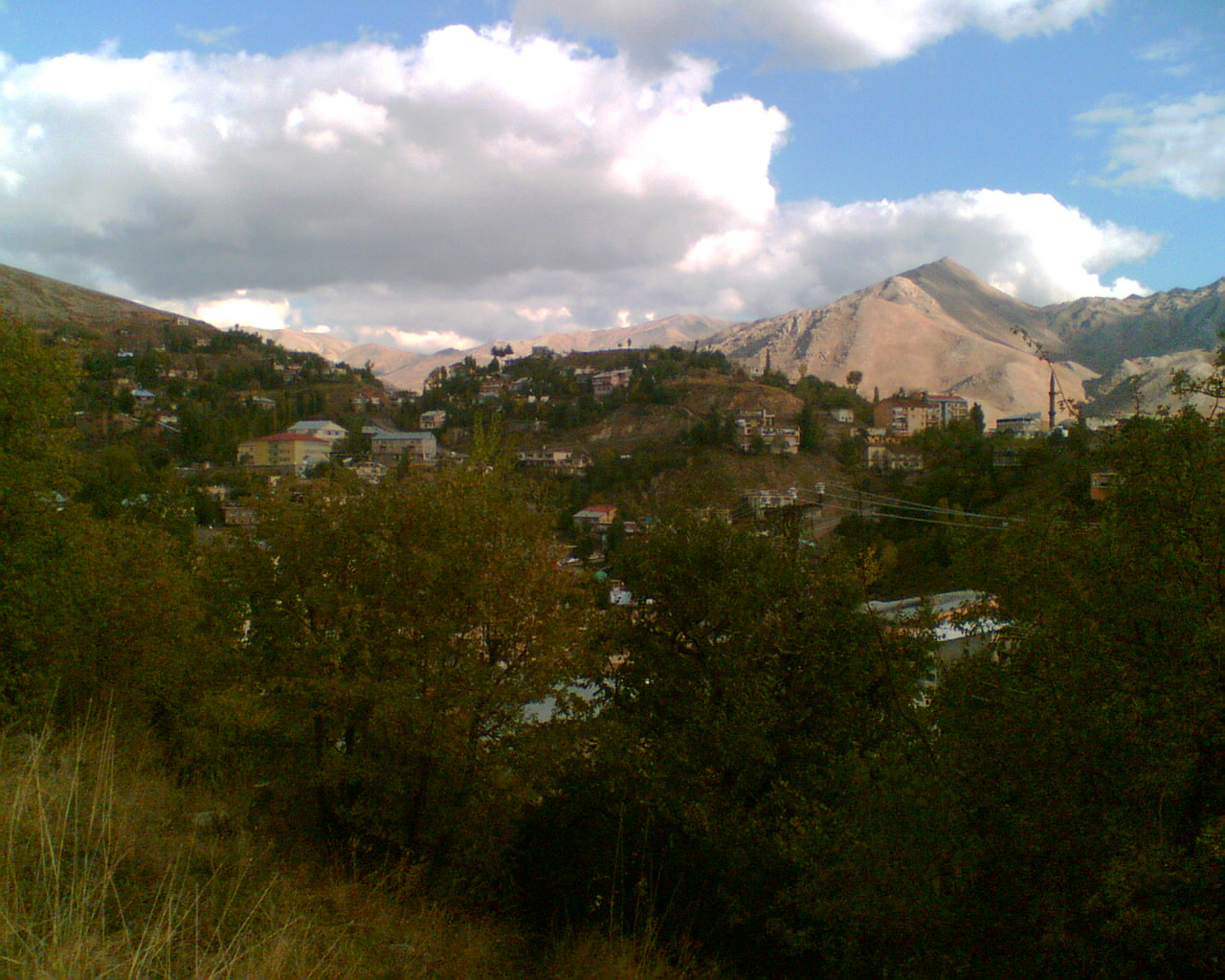

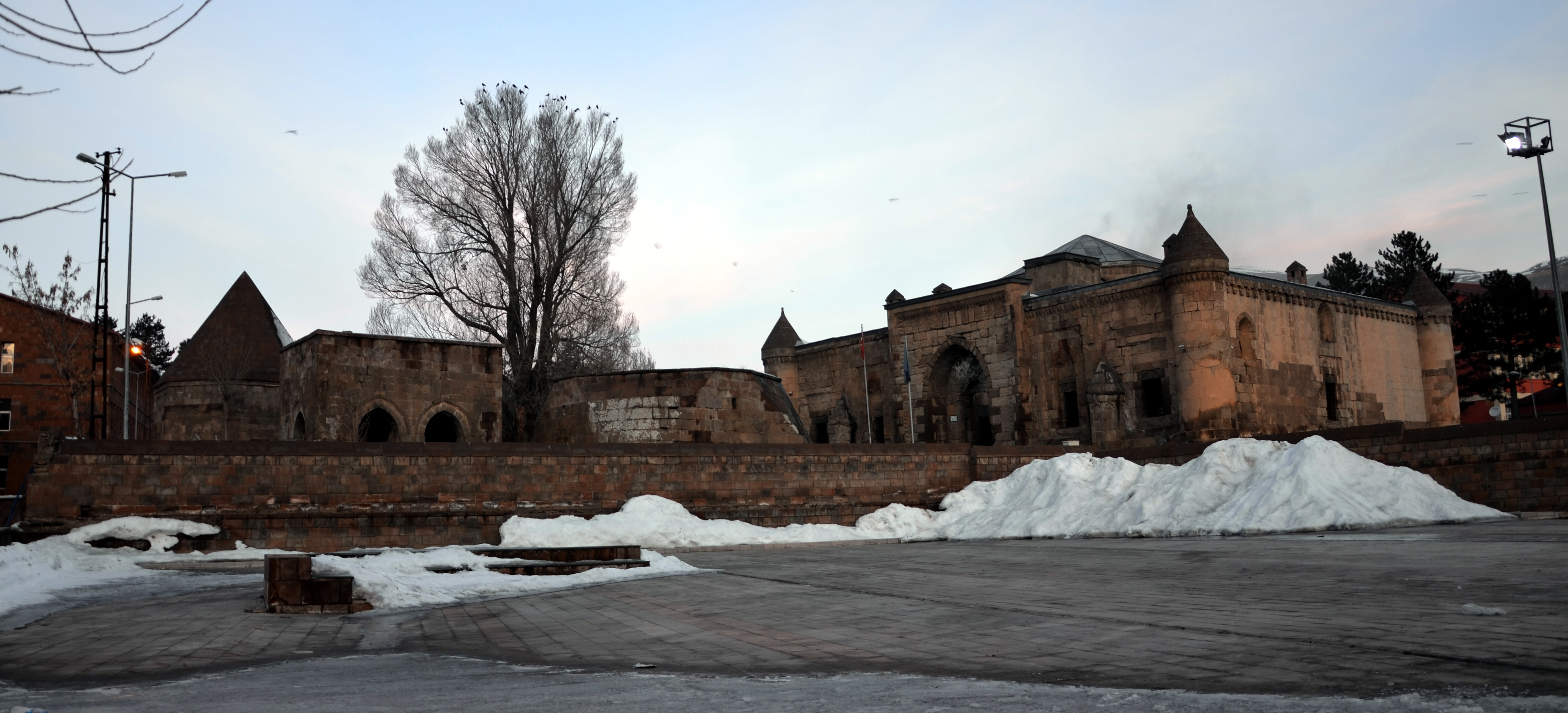

A város műemlékei a szeldzsuk-oszmán időkből származnak:
- középkori vár
- teológiai iskola
- középkori vendégfogadó

## Galéria

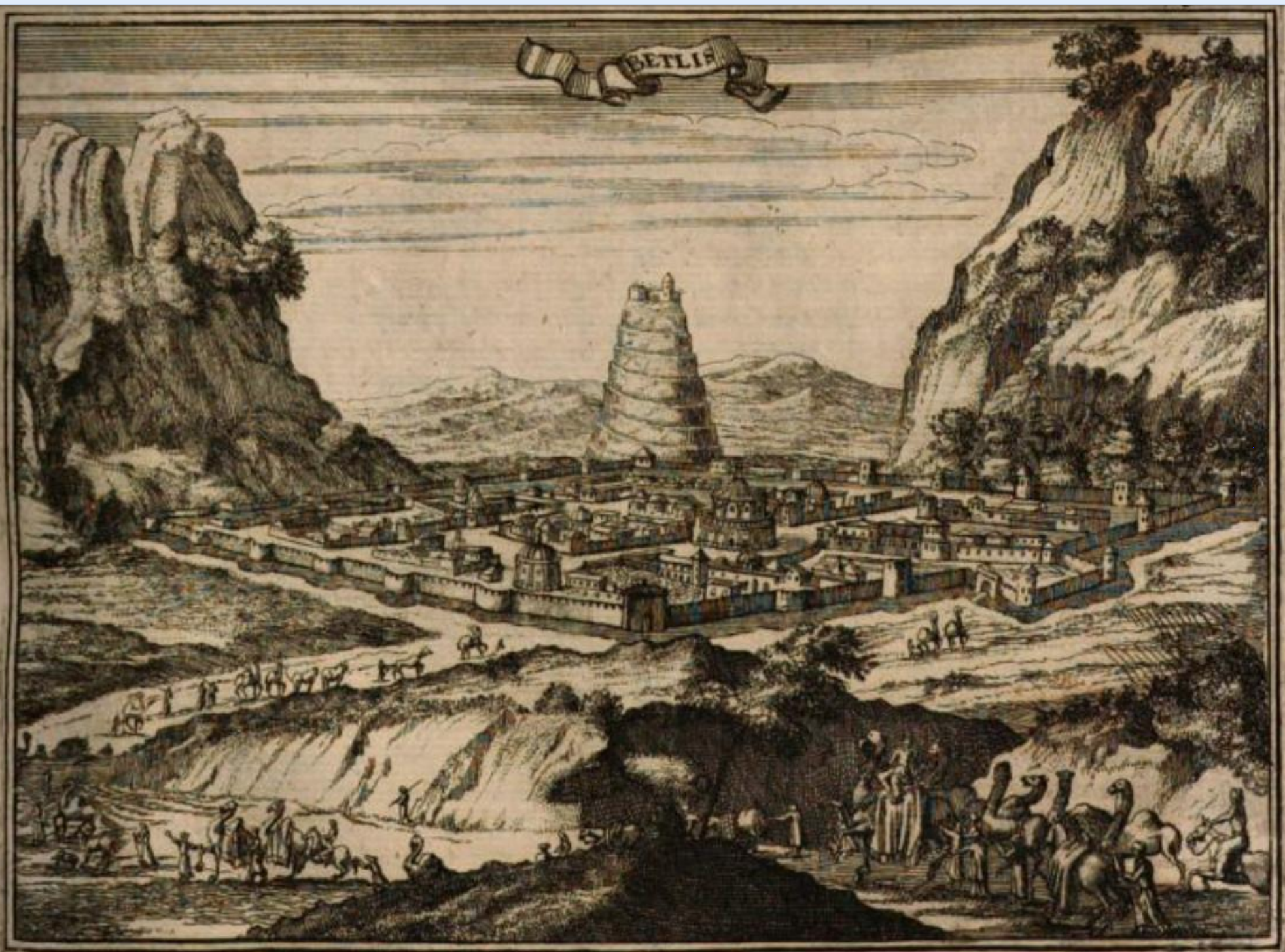
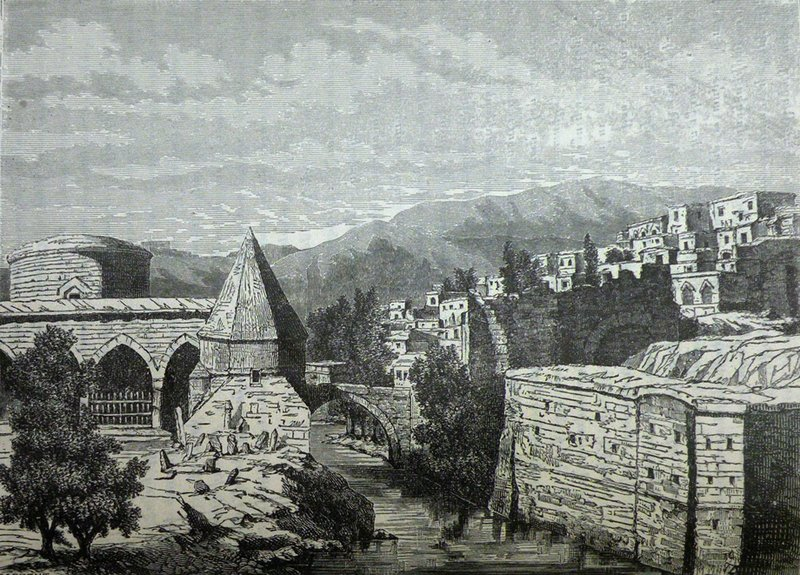
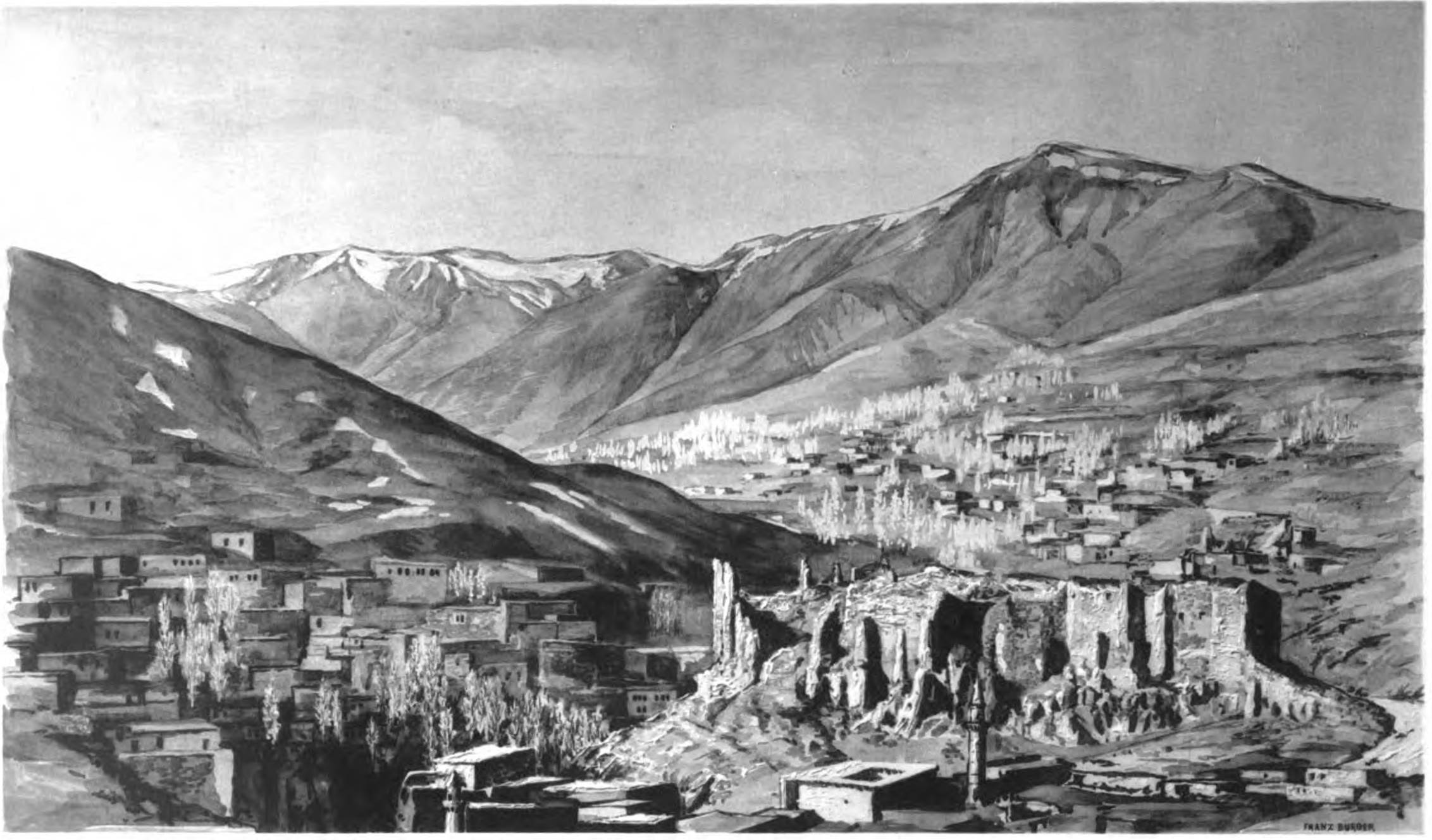
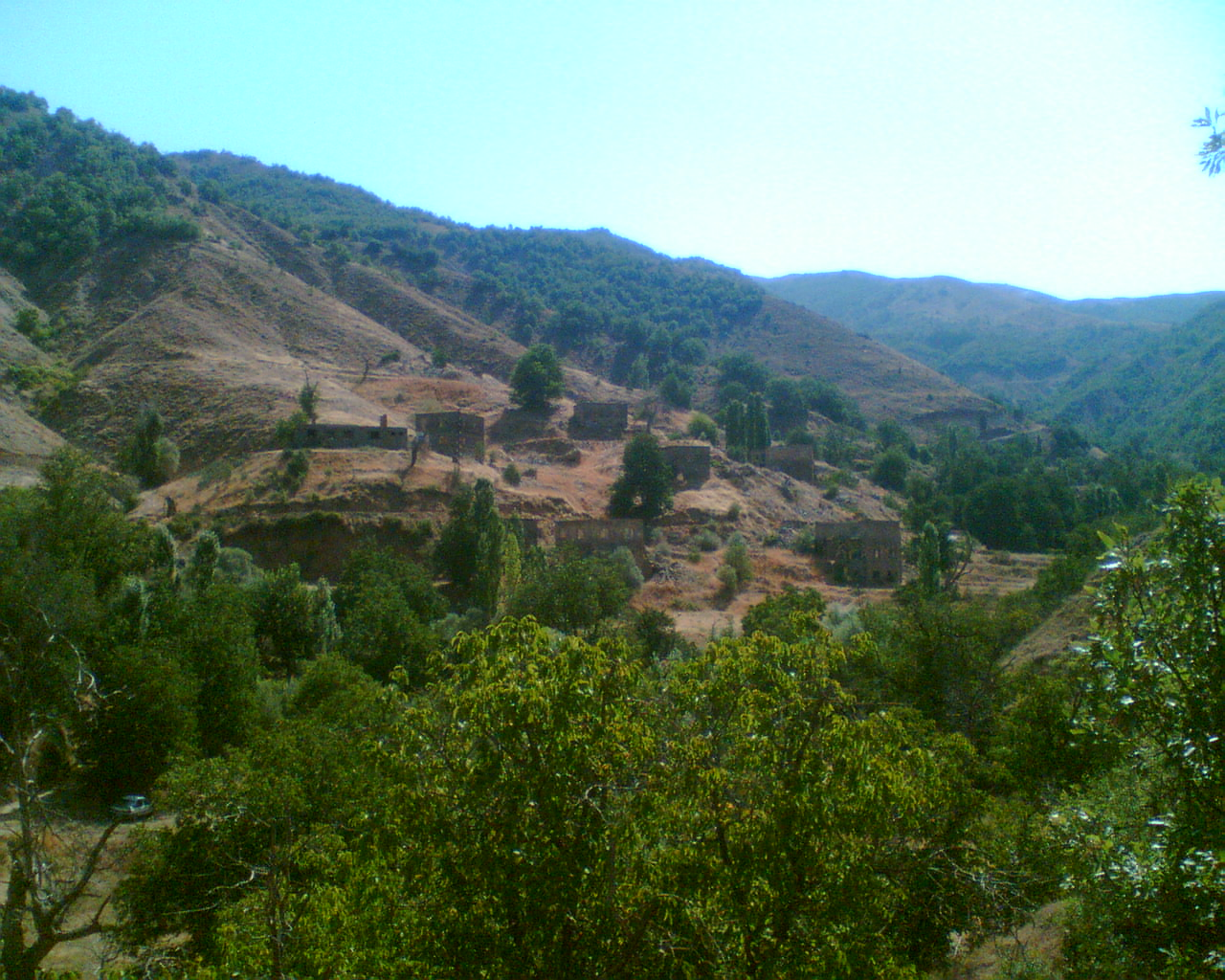
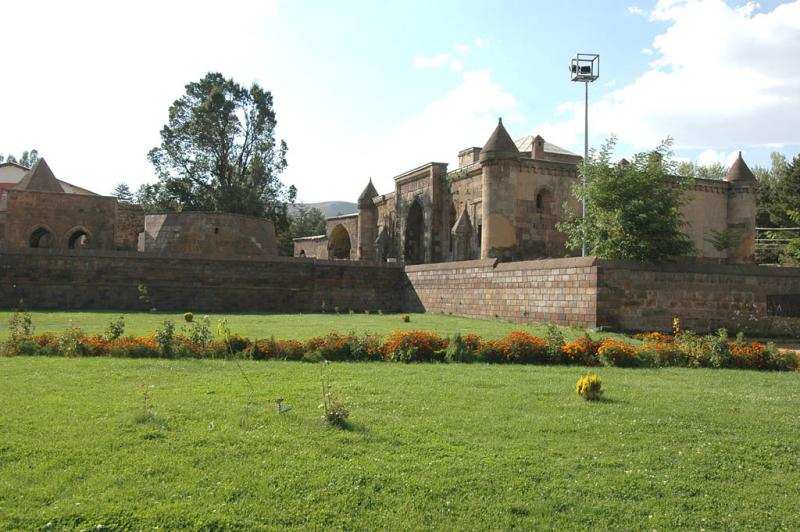
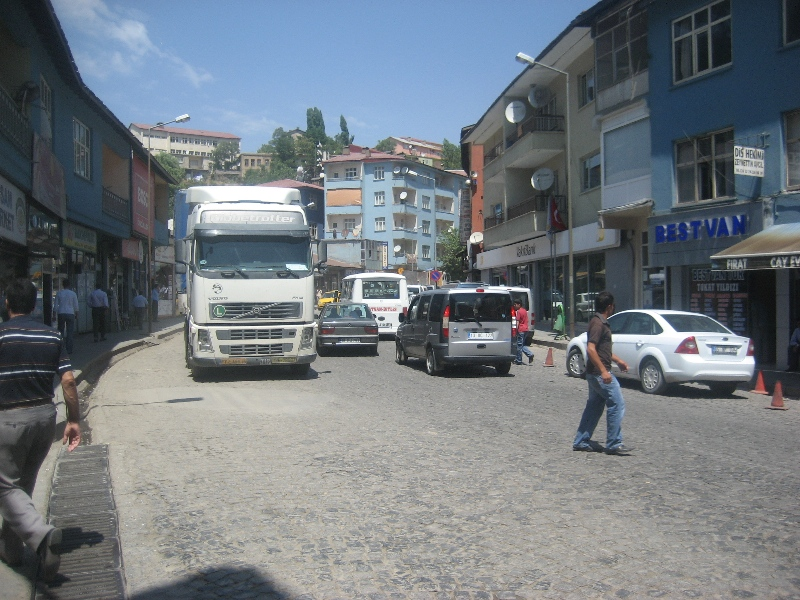
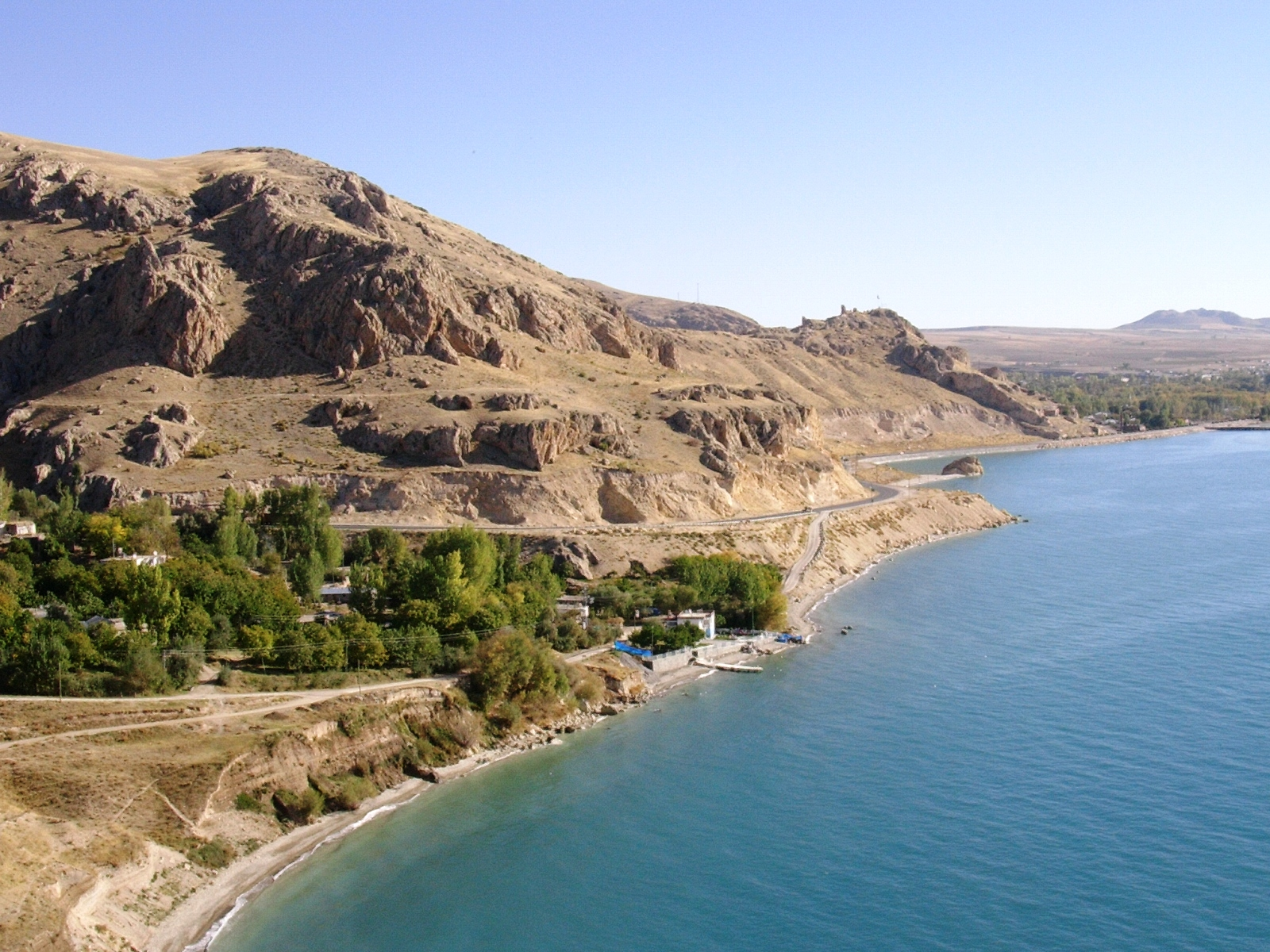